# Nuncjatura Apostolska w Pakistanie
Nuncjatura Apostolska w Pakistanie – misja dyplomatyczna Stolicy Apostolskiej w Islamskiej Republice Pakistanu. Siedziba nuncjusza apostolskiego mieści się w Islamabadze.

## Historia
W 1950 papież Pius XII utworzył Delegaturę Apostolską w Zachodnim i Wschodnim Pakistanie. W 1958 podniesiono ją do rangi internuncjatury apostolskiej zmieniając nazwę na Internuncjatura Apostolska w Pakistanie. W 1965 stała się ona nuncjaturą apostolską.